# Tachyspiza
Genre
Tachyspiza est un genre d'oiseaux de la famille des Accipitridae.

## Liste des espèces
Selon la classification de référence du Congrès ornithologique international (14.2, 2024) il comporte 27 espèces :
- Tachyspiza badia (Gmelin, JF, 1788) – Épervier shikra ;
- Tachyspiza butleri (Gurney, JH Jr, 1898) – Épervier des Nicobar ;
- Tachyspiza brevipes (Severtsov, 1850) – Épervier à pieds courts ;
- Tachyspiza soloensis (Horsfield, 1821) – Épervier de Horsfield ;
- Tachyspiza francesiae Smith, A, 1834 – Épervier de Frances ;
- Tachyspiza trinotata Bonaparte, 1850 – Épervier à queue tachetée ;
- Tachyspiza novaehollandiae (Gmelin, JF, 1788) – Autour blanc ;
- Tachyspiza hiogaster (Müller, S, 1841) – Autour variable ;
- Tachyspiza fasciata (Vigors & Horsfield, 1827) – Autour australien ;
- Tachyspiza melanochlamys (Salvadori, 1876) – Autour à manteau noir ;
- Tachyspiza albogularis Gray, GR, 1870 – Autour pie ;
- Tachyspiza haplochrous Sclater, PL, 1859 – Autour à ventre blanc ;
- Tachyspiza rufitorques (Peale, 1849) – Autour des Fidji ;
- Tachyspiza henicogramma (Gray, GR, 1861) – Autour des Moluques ;
- Tachyspiza luteoschistacea Rothschild & Hartert, EJO, 1926 – Autour bleu et gris ;
- Tachyspiza imitator Hartert, EJO, 1926 – Autour imitateur ;
- Tachyspiza poliocephala Gray, GR, 1858 – Autour à tête grise ;
- Tachyspiza princeps Mayr, 1934 – Autour de Mayr ;
- Tachyspiza erythropus (Hartlaub, 1855) – Épervier de Hartlaub ;
- Tachyspiza minulla (Daudin, 1800) – Épervier minule ;
- Tachyspiza gularis (Temminck & Schlegel, 1845) – Épervier du Japon ;
- Tachyspiza virgata (Temminck, 1822) – Épervier besra ;
- Tachyspiza nanus (Blasius, W, 1897) – Épervier des Célèbes ;
- Tachyspiza erythrauchen Gray, GR, 1861 – Épervier à gorge grise ;
- Tachyspiza cirrocephala (Vieillot, 1817) – Épervier à collier roux ;
- Tachyspiza brachyura (Ramsay, EP, 1880) – Épervier de Nouvelle-Bretagne ;
- Tachyspiza rhodogaster (Schlegel, 1862) – Épervier à poitrine rousse ;